# 독일 신년전야 동시다발 성폭행 사건

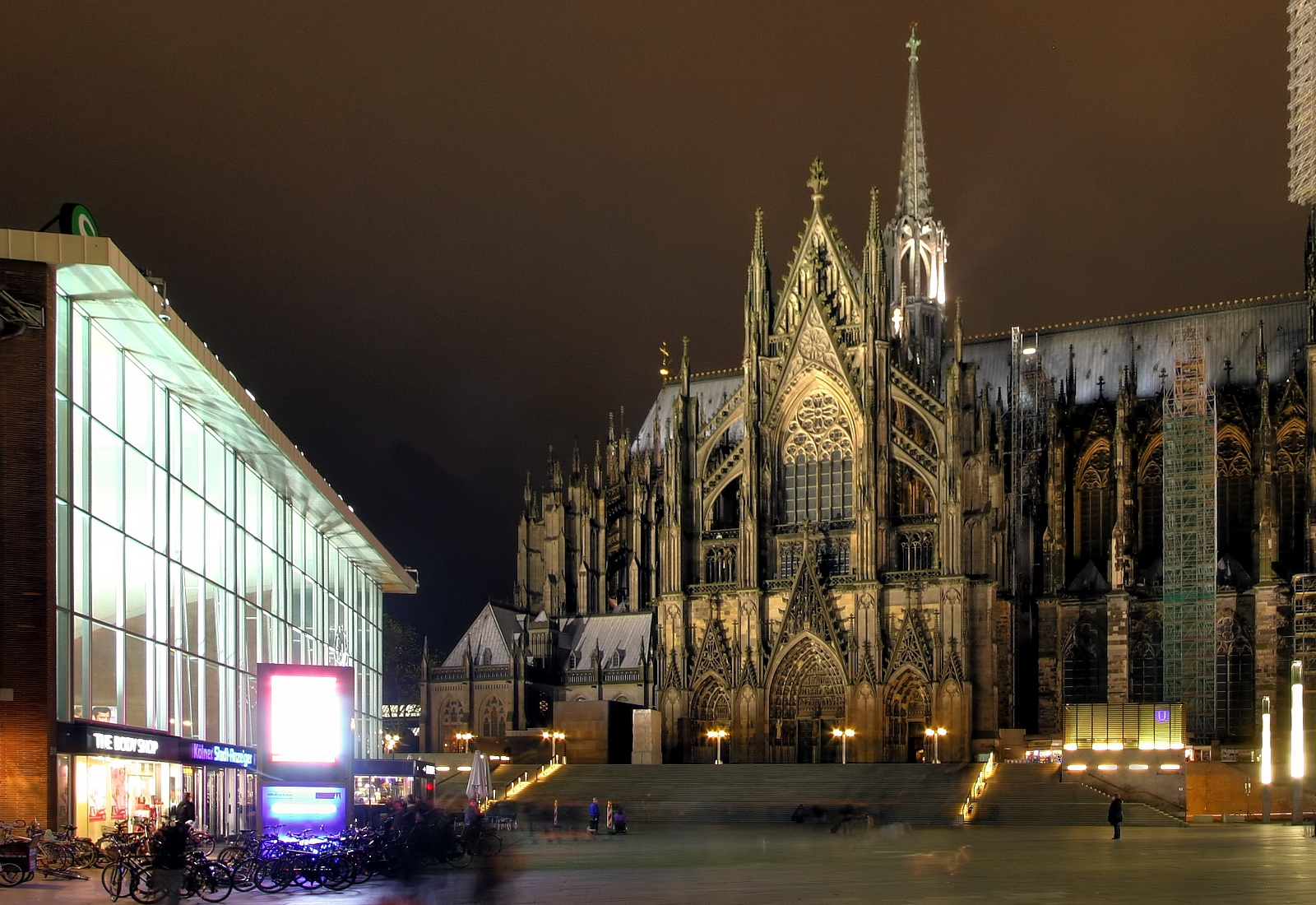

2015년 12월 31일 신년전야제가 진행되던 독일 각지에서 여성을 대상으로 한 광범위한 성폭행, 절도, 2건 이상의 강간이 빈발했다. 주된 피해 지역은 쾰른이고, 그 외에도 베를린, 빌레펠트, 뒤셀도르프, 프랑크푸르트, 함부르크, 슈투트가르트에서 피해가 발생했다. 오스트리아, 핀란드, 스웨덴, 스위스에서도 유사 범죄가 보고되었다.
쾰른 시경찰국장 볼프강 알베르스는 BBC와의 인터뷰에서 가해자들이 “아랍 또는 북아프리카계 외모”를 했으며, 본 사건이 “완전히 새로운 차원의 범죄”라고 밝혔다. 쾰른 시장 헨리에테 레커는 가해자들을 강력히 비난했다. 경찰과 언론의 대응은 독일 시민들의 비판의 대상이 되고 있으며, 일부는 유럽 난민 위기에 사태의 책임을 돌리고 있다.